# Antigual
Antigual är en ort i Mexiko.   Den ligger i kommunen San Luis Amatlán och delstaten Oaxaca, i den sydöstra delen av landet, 400 km sydost om huvudstaden Mexico City. Antigual ligger 1 701 meter över havet och antalet invånare är 153.
Terrängen runt Antigual är kuperad. Runt Antigual är det glesbefolkat, med 10 invånare per kvadratkilometer. Närmaste större samhälle är Coatecas Altas, 19,9 km väster om Antigual. I omgivningarna runt Antigual växer huvudsakligen savannskog.